# Юнацька збірна Португалії з футболу (U-19)
Юнацька збірна Португалії з футболу (U-19) — національна футбольна збірна Португалії, що складається із гравців віком до 19 років. Керівництво командою здійснює Португальська футбольна федерація. До зміни формату юнацьких чемпіонатів Європи у 2001 році функціонувала як збірна до 18 років.
Головним турніром для команди є Юнацький чемпіонат Європи з футболу (U-19), успішний виступ на якому дозволяє отримати путівку на Молодіжний чемпіонат світу, у якому команда бере участь вже у форматі збірної U-20. Також може брати участь у товариських і регіональних змаганнях.

## Юнацький чемпіонат Європи з футболу (U-19)
| Рік  | Раунд                    |
| ---- | ------------------------ |
| 2002 | не кваліфікувалася       |
| 2003 | віце-чемпіон             |
| 2004 | не кваліфікувалася       |
| 2005 | не кваліфікувалася       |
| 2006 | груповий етап            |
| 2007 | груповий етап            |
| 2008 | не кваліфікувалася       |
| 2009 | не кваліфікувалася       |
| 2010 | груповий етап            |
| 2011 | не кваліфікувалася       |
| 2012 | груповий етап            |
| 2013 | півфінали                |
| 2014 | віце-чемпіон             |
| 2015 | не кваліфікувалася       |
| 2016 | півфінали                |
| 2017 | віце-чемпіон             |
| 2018 | переможець               |
| 2019 | віце-чемпіон             |
| 2020 | Скасовано через COVID-19 |
| 2021 | Скасовано через COVID-19 |
| 2022 | не кваліфікувалася       |
| 2023 | віце-чемпіон             |
| 2024 | не кваліфікувалася       |
| 2025 | не кваліфікувалася       |